# Squadra turkmena di Fed Cup
La squadra turkmena di Fed Cup rappresenta il Turkmenistan nella Fed Cup, ed è posta sotto l'egida della Turkmenistan Tennis Association.
Essa esordì in Fed Cup nel 2004, e data la scarsissima tradizione tennistica del paese non è mai riuscita a salire di categoria. Prima del 1993 le tenniste turkmene erano selezionabili dall'Unione Sovietica.

## Organico 2011
Aggiornato ai match del gruppo II (2-5 febbraio 2011). Fra parentesi il ranking della giocatrice nei giorni della disputa degli incontri.
- Anastasiýa Prenko (WTA #758)
- Amangul Mollayeva (WTA #)
- Jenneta Halliyeva (WTA #)
- Ayna Ereshova (WTA #)

## Ranking ITF
- Il prossimo aggiornamento del ranking è previsto per il mese di febbraio 2012.

| Turkmenistan nel Ranking ITF (aggiornata al 7 novembre 2011) |              |        |                            |
| Pos                                                          | Squadra      | Punti  | Gruppo                     |
| 71                                                           | Egitto       | 205.00 | Gruppo III - Europa/Africa |
| 72                                                           | Armenia      | 204.50 | Gruppo III - Europa/Africa |
| 73                                                           | Costa Rica   | 200.00 | Gruppo II - Americhe       |
| 74                                                           | Turkmenistan | 181.00 | Gruppo II - Asia/Oceania   |
| 75                                                           | Tunisia      | 150.00 | Gruppo III - Europa/Africa |
| 76                                                           | Montenegro   | 128.00 | Gruppo II - Europa/Africa  |
| 77                                                           | Malaysia     | 116.25 | Gruppo II - Asia/Oceania   |